# 小行星2153
小行星2153（2153 Akiyama）是一颗绕太阳运转的小行星，为主小行星带小行星。该小行星于1978年12月1日发现。
該小行星以日本天文學家秋山薰命名。

## 轨道参数
小行星2153的轨道半长轴为3.1164958 UA，离心率为0.161。